# Kálmán Tihanyi

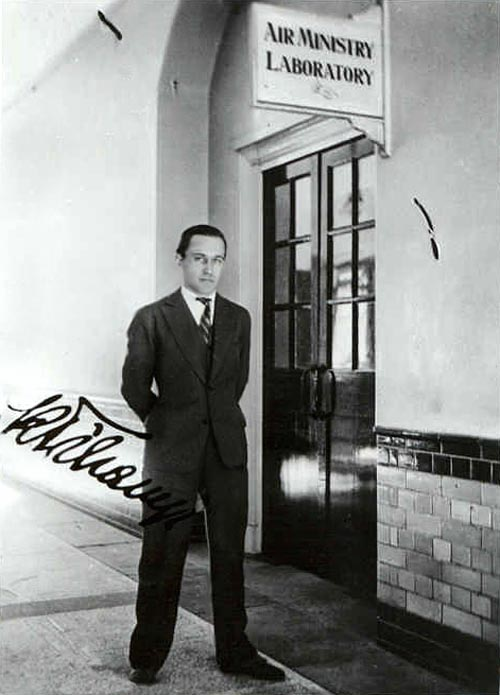
Kálmán Tihanyi in England, 1930

Kálmán Tihanyi, in ungarisch Tihanyi Kálmán [ˈtihɔ̃jɲ ˈkaːlmaːn] (* 28. April 1897 in Üzbég, Komitat Neutra; † 26. Februar 1947 in Budapest) war ein ungarischer Physiker und Erfinder. Er verbesserte die Empfindlichkeit  der Kathodenstrahlröhre und erfand 1928 das Radioskop, ein vollständiges elektronisches Fernseh-System bestehend aus  einer Kamera, einer Bildaufnahmeröhre (aufnahmeseitig ähnlich dem Ikonoskop) und einem Fernsehgerät.
Tihanyi arbeitete in den 1930er Jahren in London für das britische Luftfahrtministerium. Er kehrte nach Ausbruch des Zweiten Weltkriegs, aber noch vor dem Kriegseintritt Ungarns, 1940 nach Ungarn zurück. Als Anhänger des Politikers Endre Bajcsy-Zsilinszky wurde er 1941 wegen Propagandaaktivitäten gegen die nationalsozialistischen Deutschungarn zeitweise verhaftet. Nach der deutschen Besetzung Ungarns im März 1944 wurde er von der deutschen SS für fünf Monate inhaftiert. Als die Deutschen im Oktober 1944 das Szálasi-Regime der Pfeilkreuzler installierten, ging er in den Untergrund.

## Patente
- Röhre für elektrisches Fernsehen.[3]